# Пиацца, Освальдо
Освальдо Хосе Пиацца (исп. Osvaldo José Piazza; родился 6 апреля 1947 года в Буэнос-Айресе) — аргентинский футболист и футбольный тренер.

## Карьера игрока

### Клуб
Освальдо Пиацца к началу сезона 1972/73 покинул свою родную команду «Ланус» и перешёл во французский «Сент-Этьен», он был частью той команды, которая доминировала в высшем дивизионе Франции в течение многих лет. Он начинал играть как правый нападающий, но в итоге стал защитником. Место в составе освободилось после окончания карьеры Робера Эрбена, будущего тренера команды. Вместе с Пиаццой также дебютировал в 1972 году вратарь Иван Чуркович. Пиацца играл в паре с Кристианом Лопесом, хоть Освальдо и был защитником, он часто поддерживал атаку, благодаря чему получил прозвище «Локомотив». Его легко можно было заметить на поле благодаря густым длинным волосам, в дополнение к неординарной внешности он имел исключительно положительный характер, доброжелательно относился к товарищам по команде, также он пользовался большой популярностью среди болельщиков. Не многие футболисты могут похвастаться тем, что они удостоились упоминания в шансоне об Аргентине, чего удостоился Пиацца.
Уже во втором сезоне с «Сент-Этьеном» он в первый раз получил золотую медаль чемпионата Франции. В 1975 году он повторил это достижение. Успех чемпионата дополнялся успехом в кубке. В финале кубка в 1975 году Пиацца на 70-й минуте принёс своей команде победу над «Лансом», забив единственный гол. В еврокубках был достигнут финал Кубка европейских чемпионов в сезоне 1975/76, который, однако, с минимальным счётом выиграла «Бавария», гол забил Франц Рот.
В 1975 году был признан лучшим зарубежным игроком Франции, и редакторы журнала «Onze Mondial» внесли его в 1976 и 1977 годах в европейскую Команду года. В «Сент-Этьене» он играл со многими мэтрами французского футбола такими, как, например, Жак Сантини.
После семи лет во Франции Пиацца вернулся на родину в 1979 году и играл там в течение трёх лет в «Велес Сарсфилд».
В 35 лет он вернулся во Францию, где получил тренерское образование и был играющим тренером клуба «Корбей-Эссон», команды из пригорода Парижа.

### Сборная
Освальдо Пиацца сыграл за сборную во второй половине 1970-х, всего 15 матчей. Менотти, тренер сборной, хотел взять его в команду на чемпионат мира в Аргентине, но тот отказался по личным причинам, и его пришлось заменить.

## Тренерская карьера
В новой роли, тренера, Освальдо Пиацца работал в основном в Южной Америке, первые свои титулы он выиграл с клубом «Альмиранте Браун», который тренировал в сезоне 1990/91. В следующем сезоне он тренировал «Олимпию» из Асунсьона, в чемпионате команда выступала не очень хорошо, но команда вышла в финал Кубка Либертадорес, однако и тут не удалось выиграть, победила бывшая команда Пиацци, «Велес Сарсфилд». Последний клуб стал для него следующим в карьере, сезон 1995/96 был отмечен большим успехом, команда выиграла как Апертуру, так и Клаусуру, а также Суперкубок Либертадорес. Сезон 1997/98 он провёл с «Университарио», чемпионами Перу, с 2000 по 2002 год он работал в «Индепендьенте», Буэнос-Айрес, а затем вернулся в «Университарио».
В 2000 году он был кандидатом на тренерское кресло «Сент-Этьена», однако пришлось довольствоваться должностью спортивного администратора и скаута. В настоящее время (с апреля 2006 года) он является спортивным директором аргентинского клуба из второго дивизиона, «Тальерес».

## Достижения
В качестве игрока
- Победитель Лиги 1 (1): 1974, 1975, 1976
- Обладатель Кубка Франции (1): 1974, 1975, 1977
- Финалист Кубка европейских чемпионов (1): 1976

В качестве тренера
- Победитель Чемпионата Парагвая по футболу (1): 1993
- Победитель Чемпионата Аргентины по футболу (1): 1996 (Клаусура)
- Обладатель Суперкубка Либертадорес (1): 1996
- Победитель Чемпионата Перу по футболу (1): 1998